# Coahuila
Coahuila (formelt navn: Coahuila de Zaragoza) er en af de 31 delstater i Mexico. Den befinder sig i landets nordlige del. Mod nord deler Coahuila 512 km grænse med staten Texas i USA. Coahuila deler grænse med de mexicanske delstater Nuevo Leon mod øst, San Luis Potosi og Zacatecas mod syd, samt Durango og Chihuahua mod vest. Med et areal på 151.571 km² er den Mexicos tredjestørste stat. I 2000 havde Coahuila et anslået indbyggertal på 2.300.000. ISO 3166-2-koden er MX-COA.
Coahuilas hovedstad hedder Saltillo. Byerne Monclova, Piedras Negras og Torreón ligger også i delstaten.